# Sesarma (Chiromantes) angolense
Sesarma (Chiromantes) angolense is een krabbensoort uit de familie van de Sesarmidae. De wetenschappelijke naam van de soort is voor het eerst geldig gepubliceerd in 1865 door De Brito Capello.